# Ferrocarril de Eaton Hall
El Ferrocarril de Eaton Hall fue la primera línea construida por encargo con un ancho de 15 plg (381 mm). Estaba localizado en Eaton Hall, Cheshire (Reino Unido), y funcionó entre 1896 y 1946. 
Se trataba de un ferrocarril de ancho mínimo, construido para el duque de Westminster por Sir Arthur Percival Heywood, pionero de la vía de 15 plg (381 mm) de ancho, que ya había creado un prototipo conocido como el Ferrocarril de Duffield Bank en sus propios terrenos. 
El trazado conectaba Eaton Hall con los apartaderos de la estación de Balderton (en la Línea de Shrewsbury a Chester del Ferrocarril Great Western), con una longitud de unas 3 millas (4,8 km). 

## Tendido de la línea

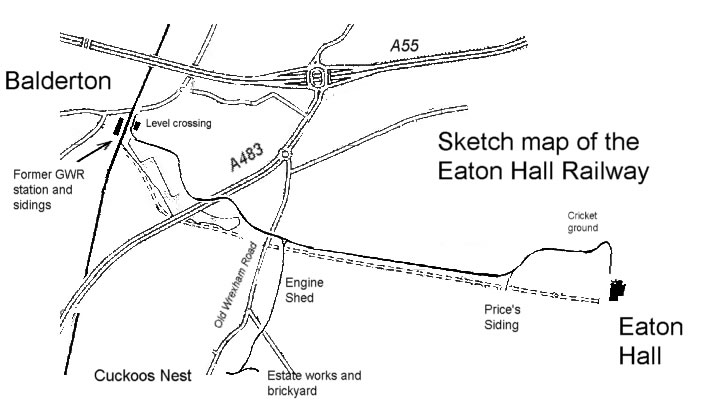
El Ferrocarril de Eaton Hall en relación con las autopistas modernas

La longitud total de la línea era de 4,5 millas (7,2 km), con la adición de varios ramales, incluyendo el más largo que se dirigía al almacén de ladrillos y a los talleres de la propiedad en Cuckoo's Nest. 
La vía estaba formada por carriles de acero de base plana de 16,5 libras por yarda (8,2 kg/m), unidos por clips con lengüetas a traviesas de fundición de 3 pies (0,91 m) de largo y 6,5 pulgadas (165 mm) de ancho, espaciadas 2 pies 3 pulgadas (0,7 m) entre sus centros. Los materiales se prepararon en Duffield, en el taller propiedad de Arthur Heywood.
La pendiente máxima del trazado del ferrocarril era del 1 por 70 (1,43%), dado que Eaton Hall se encuentra unos 51 pies (15,5 m) más alto que los apartaderos en Balderton. 
Durante gran parte de su longitud seguía el camino de la entrada principal de la finca y también cruzaba el parque, incluidos sus accesos principales. Por lo tanto, la línea tenía que ser lo menos visible que fuera posible y se colocó a nivel del suelo con una tubería de drenaje central por debajo. El balasto era escoria de horno roja, con un espesor de 5 a 6 pulgadas (127 a 152 mm) y 4 pies (121,92 cm) de ancho. Al salir del parque, la línea se situaba sobre una pequeña banqueta de tierra. No estaba vallada, y cuando cruzaba entre finca y finca, se disponía sobre vigas colocadas encima de una zanja profunda, para evitar que el ganado se escapara. 
Disponía de puentes sobre algunos arroyos (el más largo era de 28 pies (8,5 m) de luz), y cruzaba los caminos a nivel, incluida la calzada de Wrexham a Chester. Aunque Heywood había obtenido el derecho de paso, solo podía ser un acuerdo temporal, ya que al tratarse de un ferrocarril privado, la ley no permitía cerrar un acuerdo que vinculase a sus sucesores. En consecuencia, Heywood hizo campaña por introducir una cláusula en el Proyecto de la Ley del Ferrocarril Ligero que permitiera la obtención de permisos a perpetuidad para los cruces de carreteras públicas.

## Material rodante
La primera máquina, denominada "Katie", era una 0-4-0 T con sistema de válvulas Brown/Heywood (originalmente se había diseñado para utilizar válvulas Stephenson/Howe). Fue seguida por dos locomotoras 0-6-0 T idénticas, "Shelagh" y "Ursula", de las que se dan más detalles a continuación. "Katie" demostró ser capaz de arrastrar hasta 40 LT (40,6 t; 44,8 ST) en llano, y unas 20 LT (20,3 t; 22,4 ST) en rampa, a una velocidad de alrededor de 10 mph (16,1 km/h). Durante las pruebas, circuló a 20 mph (32,2 km/h) en condiciones de total seguridad. 
Todo el material rodante fue construido para poder circular por curvas de hasta 25 pies (7,62 m) de radio mínimo. Se instalaron acoplamientos automáticos y se tomaron medidas para garantizar la intercambiabilidad de las piezas. 
Inicialmente se suministraron treinta vagones abiertos y un furgón de frenado de 4 ruedas. Cada vagón transportaba alrededor de 16 Lc (813 kg) de carbón o 22 Lc (1118 kg) de ladrillos. Los laterales de los vagones eran desmontables para permitir su uso como plataformas, y se suministraron accesorios de refuerzo para transportar artículos largos como vigas de madera. Un coche de pasajeros abierto de 16 asientos equipado con bogies, un furgón sobre bogies para paquetes y el pequeño furgón de frenado abierto de 4 ruedas también formaron parte del material móvil inicial. Posteriormente, se suministró un coche de pasajeros cerrado de unos 20 pies (6,10 m) con asientos para doce personas dentro y cuatro fuera, y un segundo furgón de frenado con cuatro asientos dentro y cuatro fuera. Se construyeron otros vagones en la propiedad de Eaton, donde se irían reparando con el paso de los años.

## Operación
La estimación de carga prevista para la línea fue de alrededor de 5000 toneladas largas (5080 t; 5600 ST) por año, principalmente carbón, madera, grava y ladrillos. Para Heywood, era la aplicación ideal para un ferrocarril de este ancho. Uno de los proveedores de Hall fue el comerciante local de combustible de Chester, Allan Morris & Co., que organizó el envío de suministros de combustible por ferrocarril a los apartaderos de Balderton, desde donde eran transferidos a los vagones de Eaton Hall. Allan Morris comenzó sus negocios en Chester en 1893, y la compañía todavía existe en Telford y en Sandycroft, Gales. 
El ferrocarril de Eaton Hall cerró en 1946 y las vías se levantaron en 1947. El material se transportó al Ferrocarril de Romney, Hythe y Dymchurch.
En 1994 se construyó un nuevo ferrocarril con vías de 15 plg (381 mm) de ancho y una réplica de la locomotora "Katie", llamado Ferrocarril de Eaton Park. Solo está disponible para el uso público en los días de apertura del parque. La nueva línea consiste en un gran bucle con una derivación que conduce al cobertizo de la cochera. La última sección de la vía sigue una pequeña parte de la ruta original. 
La locomotora "Katie" original se vendió al recién construido Ferrocarril de Ravenglass y Eskdale, y luego, en 1922, al Ferrocarril Miniatura Llewellyn en Southport. En 1923 fue de nuevo vendida, esta vez al Ferrocarril Miniatura de Fairbourne, donde funcionó hasta su desguace en 1926. Fue reconstruida en 2016 usando los bastidores originales, y se exhibe en el Museo Ravenglass, habiéndose previsto que su puesta en servicio se produciría en 2018. 

## Locomotoras
- 1896 Katie 0-4-0 T 
  - Caldera 160 libras por pulgada cuadrada (112,6 mca)
  - Área de rejilla 2,12 pies cuadrados (0,2 m²)

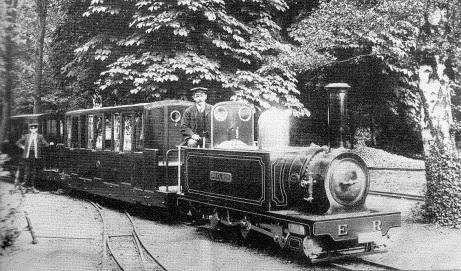
La locomotora Shelagh (1904)

  - Superficie de calentamiento 53 pies cuadrados (4,9 m²)
  - Cilindros 4,675 x 7 pulgadas (11,87 x 17,78 cm)
  - Diámetro de la rueda 1 pie 3 pulgadas (0,4 m)
  - Engranaje de válvulas Brown/Heywood
- 1904 Shelagh 0-6-0 T 
  - Caldera 160 libras por pulgada cuadrada (112,6 mca)
  - Área de rejilla 3 pies cuadrados (0,3 m²)
  - Superficie de calentamiento 80 pies cuadrados (7,4 m²)
  - Cilindros 5,5 x 8 pulgadas (14,0 x 20,3 cm)
  - Diámetro de la rueda 1 pie 4 pulgadas (0,4 m)
  - Engranaje de válvula marrón / Heywood.
- 1916 Ursula 0-6-0 T 
  - como Shelagh